# Norman Normal (film, 1968)

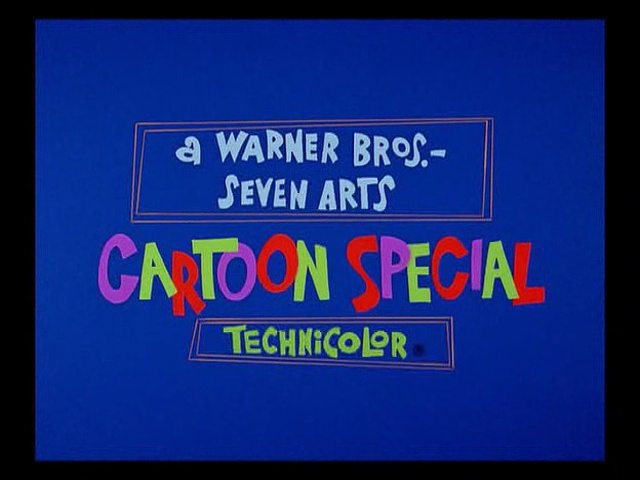
Norman normal cartoon 1968

 (août 2025).
Norman Normal est un cartoon américain réalisé par Alex Lovy en 1968. Il est produit par Warner Bros. Cartoons.